# Палуцца
Палуцца (італ. Paluzza) — муніципалітет в Італії, у регіоні Фріулі-Венеція-Джулія, провінція Удіне.
Палуцца розташована на відстані близько 520 км на північ від Рима, 120 км на північний захід від Трієста, 55 км на північ від Удіне. Складається з фракцій Науніна, Ріво, Клеуліс і Тімау.
Населення — 2274 особи (2014).

## Демографія
Населення за роками:

Станом на 1 січня 2023 року в муніципалітеті офіційно проживало 39 іноземців з 16 країн, серед них 16 громадян країн Євросоюзу та 1 громадянин України.

## Персоналії
В Палуцці народилася дворазова олімпійська чемпіонка, лижниця Мануела Ді Чента.

## Сусідні муніципалітети
- Арта-Терме
- Черчивенто
- Комельянс
- Форні-Авольтрі
- Тскак-Маутен
- Лезакталь
- Лігозулло
- Пауларо
- Равасклетто
- Риголато
- Сутріо
- Треппо-Карніко